# Железный конь
«Железный конь» (англ. The Iron Horse) — немой вестерн Джона Форда. Премьера состоялась 28 августа 1924 года. В 2011 году был признан Библиотекой Конгресса США «культурно, исторически или эстетически значимым» и выбран для сохранения в Национальном реестре фильмов.

## Сюжет
Спрингфилд, Иллинойс. Землемер Брэндон мечтает о строительстве железной дороги на запад, но подрядчик Марш настроен скептически. Брэндон со своим сыном Дэви выезжает на местность, где обнаруживает новый путь, который охватит 200 миль в нужном направлении. Появляется группа шайеннов. Один из них, белый ренегат с двумя пальцами на правой руке, убивает и скальпирует Брэндона. Дэви хоронит отца.
Действие переносится в 1862 г. Линкольн утверждает строительство новых железнодорожных путей. Основным подрядчиком выступает Марш, его дочь Мириам помолвлена с главным инженером Джессоном. Строительные бригады китайцев, итальянцев, ирландцев постоянно отражают нападения индейцев. Когда поезд, везущий вознаграждение, попадает в индейскую засаду, итальянцы объявляют забастовку. Мириам убеждает их вернуться на работу…

## В ролях
- Джордж О’Брайен — Дэви Брэндон
- Мэдж Беллами — Мириам Марш
- Чарльз Эдвард Булл — Авраам Линкольн
- Сирил Чедвик — Питер Джессон
- Уилл Уоллинг — Томас Марш
- Фрэнсис Пауэрс — сержант Слэттери
- Джозеф Фаррелл Макдональд — капрал Кейси
- Фред Кёлер — Деру
- Глэдис Хьюлитт — Руби
- Джин Артур — репортёр
- Джордж Брент — рабочий

## Исторический контекст
В фильме дана идеализированная картина сооружения Первой трансконтинентальной железной дороги. Кульминационная сцена — прибытие т. н. «золотого костыля» на Промонтори-саммит 10 мая 1869 года. В интертитрах сообщается, что в съёмках задействованы два локомотива, участвовавших в этом историческом событии; на самом деле локомотивы были размонтированы до 1910 года.